# Mais qui a tué Tano ?
Pour plus de détails, voir Fiche technique et Distribution.
Mais qui a tué Tano ? (Tano da morire) est un musicarello italien réalisé par Roberta Torre, sorti en 1997.

## Fiche technique
- Titre original : Tano da morire
- Titre français : Mais qui a tué Tano ?
- Réalisation : Roberta Torre
- Scénario : Roberta Torre, Enzo Paglino et Gianluca Sodaro
- Photographie : Daniele Ciprì
- Musique : Nino D'Angelo
- Pays d'origine :  Italie
- Format : Couleurs - 1,66:1 - Dolby
- Genre : Musicarello
- Durée : 80 minutes
- Dates de sortie : 
  - Italie : 29 août 1997 (Mostra de Venise) / 11 septembre 1997 (sortie nationale)
  - Allemagne : 15 février 1998 (Berlinale) / 12 août 1999 (sortie nationale)
  - France : 3 mai 2000

## Distribution
- Ciccio Guarino : Tano Guarrasi
- Enzo Paglino : Enzo
- Mimma De Rosalia : Franca Guarrasi
- Maria Aliotta : Caterina
- Annamaria Confalone : Modesta
- Adele Aliotta : Rosa

## Récompenses et distinctions
- Prix Luigi de Laurentiis (meilleure première œuvre): Mostra de Venise 1997.
- Prix David di Donatello de la meilleure musique pour Nino D'Angelo.
- Prix David di Donatello de la meilleure photo pour Daniele Ciprì.
- Ruban d'argent de la meilleure actrice dans un second rôle pour Mimma De Rosalia, Maria Aliotta, Annamaria Confalone, Adele Aliotta, Francesca Di Cesare, Eleonora Teriaca, Concetta Alfano et Antonia Uzzo.
- Ruban d'argent de la meilleure musique de film pour Nino D'Angelo.
- Ruban d'argent du meilleur nouveau réalisateur pour Roberta Torre.